# Wybrzeże (czasopismo)
Wybrzeże – tygodnik społeczno-gospodarczy o zasięgu ogólnopolskim. Wydawany od 1982 przez Gdańskie Wydawnictwo Prasowe RSW "Prasa-Książka-Ruch"; powstał w miejsce zlikwidowanego po ogłoszeniu stanu wojennego tygodnika Czas. Oddziały redakcji: Koszalin, Szczecin; redaktorzy naczelni: Jerzy Ringer (1982-1988), Jerzy Model (1989-1990); zastępcy redaktora naczelnego: Wiesław Kozyra, Paweł Janikowski, Grażyna Bral. Tygodnik przestał się ukazywać po likwidacji RSW "Prasa-Książka-Ruch (1990).

## Redaktorzy naczelni
- Jerzy Ringer (1982-1988)
- Jerzy Model (1989-1990)

## Pracownicy i współpracownicy

### Zespół redakcyjny
- Dariusz Antoniak
- Maciej Borkowski
- Grażyna Bral
- Stanisław Bucholc
- Krzysztof Czerwiński
- Andrzej Dudziński
- Jan Fiebig
- Leszek Garcarz
- Krzysztof Grabowski
- Joanna Grajter
- Bogusław Holub
- Paweł Janikowski
- Władysław Jaszowski
- Ryszard Jaworski
- Henryk Jezierski
- Dorota Kobierowska
- Gerard Kotłowski
- Wiesław Kozyra
- Anna Krajewska
- Rita Krzyżaniak
- Przemysław Kuciewicz
- Jerzy Model
- Grażyna Murawska
- Krzysztof Myjkowski
- Józef Narkowicz
- Lech Niekrasz
- Jerzy Ringer
- Ryszarda Socha
- Henryk Spigarski
- Zbigniew Truszkiewicz
- Krystyna Weiss-Strąk
- Anna Więckowska-Machay

### Fotoreporterzy
- Marek Czasnojć
- Zygmunt Grabowiecki
- Zbigniew Kosycarz
- Dariusz Kula
- Stanisław Ossowski
- Zbigniew Trybek

### Graficy
- Barbara Bujnicka
- Stanisław Ruszkowski
- Janusz Wesołowski

### Redaktorzy techniczni
- Edward Kaźmierczak
- Mirosław Zbyszewski